# Иностранный корреспондент
Иностранный корреспондент — журналист, который освещает события из-за рубежа для прессы своей страны.
В идеале он владеет языком страны, из которой освещает события и знаком с её культурой и политической ситуацией. Для домашней аудитории он играет роль поясняющего интерпрета.
В странах с ограниченной свободой массовой информации он сталкивается с проблемами цензуры, он часто не имеет возможности беспрепятственного передвижения и ведения интервью.
В 1930-40-е годы в русском языке часто использовали понятие «инкор».